# Cabanès (Aveyron)
Cabanès település Franciaországban, Aveyron megyében. Lakosainak száma 279 fő (2022. január 1.). Cabanès Castelmary, Crespin, Naucelle, Pradinas, Sauveterre-de-Rouergue, Tauriac-de-Naucelle és Tayrac községekkel határos.

## Népesség
A település népességének változása:
| Lakosok száma | 387  | 291  | 237  | 227  | 233  | 240  | 252  | 264  | 268  | 279  |
|               | 1968 | 1982 | 1990 | 2006 | 2013 | 2015 | 2017 | 2019 | 2020 | 2022 |